# Caparo T1
Der Caparo T1 ist ein Sportwagen des britischen Herstellers Caparo Vehicle Technologies, der von Ende 2006 bis Januar 2019 in einer limitierten Auflage von jährlich 25 Exemplaren gefertigt wurde.
Entwickelt wurde der T1 von einem Team ehemaliger Mitarbeiter der McLaren Cars ltd, das zum Teil auch für die Entwicklung des McLaren F1 verantwortlich war. Der Aufbau des T1 ähnelt dem eines Formel-1-Fahrzeugs, jedoch mit zwei versetzt nebeneinander liegenden Sitzen, über die sich als Fahrzeugdach eine Glaskuppel wölbt.
Angetrieben wird der T1 von einem V8-Motor mit 3,5 Liter Hubraum, Trockensumpfschmierung, 423 kW (575 bhp ~ 582 PS) bei 10.500 min−1 und 420 Nm bei 9.000 min−1.
Mit dem Fahrzeugleergewicht von 470 kg ergibt sich so ein Leistungsgewicht von nur etwa 1,11 kg/kW (0,9 kg/PS) oder mehr als 1200 PS pro Tonne, was sogar jenes eines Superbikes übertrifft. Damit beschleunigt der T1 in 2,5 Sekunden von 0 auf 100 km/h, für die Beschleunigung von 0 auf 100 mph (161 km/h) benötigt er weniger als 5 Sekunden.
Seine Höchstgeschwindigkeit liegt bei etwa 330 km/h. Das Fahrzeuggetriebe ist sequenziell mit Schaltern am Lenkrad, Hochschalten benötigt 60 ms und Herunterschalten 30 ms. Leuchtdioden am Lenkrad zeigen die Schaltpunkte an.
In den Kurven werden bei hohen Geschwindigkeiten Querbeschleunigungen von bis zu 3g erreicht, die der hohe Anpressdruck der großen Flügel ermöglicht. Wegen des hohen Kraftstoffverbrauchs ist bei einem Tankvolumen von nur 55 Litern mit einer geringen Reichweite zu rechnen.
Bei Testfahrten für die britischen Automagazine Fifth Gear sowie Top Gear kam es zu mehreren Zwischenfällen mit dem Auto. Als Jason Plato am Steuer saß, fing das Auto Feuer und Plato wurde verletzt. Einige Zeit später löste sich bei einer Testfahrt mit dem Moderator von Top Gear, Jeremy Clarkson, ein Teil des Unterbodens. In der Sendung erwähnte Clarkson weitere Probleme mit dem Fahrzeug. So lösten sich Teile der vorderen Radaufhängung als ein holländischer Journalist am Steuer saß, und beim Goodwood Festival of Speed klemmte die geöffnete Drosselklappe.